# The Learnin' of Jim Benton
The Learnin' of Jim Benton è un film muto del 1917 diretto da Clifford Smith.

## Produzione
Il film fu prodotto dalla Kay-Bee Pictures.

## Distribuzione
Distribuito dalla Triangle Distributing, il film uscì nelle sale cinematografiche degli Stati Uniti il 9 dicembre 1917.